# 2C-D
Le 2C-D est un hallucinogène psychédélique synthétisé pour la première fois par Alexander Shulgin.

## Chimie
Sa structure est proche de celle de la mescaline.

## Pharmacologie
Le 2C-D n'étant pas un produit très répandu, peu de recherches ont été effectuées. On ne connaît que peu sa toxicité et sa pharmacologie.
La durée d'action des effets psychoactifs se situe entre 4 et 6 heures et sont considérés comme assez proche du 2C-B.

## Usage médical
Hanscarl Leuner, travaillant en Allemagne, a étudié l'utilisation du 2C-D sous le nom de LE-25 pour de la recherche psychothérapeutique.
Shulgin a décrit le 2C-D comme une sorte de «tōfu pharmacologique» qui, à la manière du tōfu absorberait les caractères des produits avec lesquels il est mélangé sans les altérer ou même en les renforçant. Cette approche est controversée par certains utilisateurs qui le voient comme un produit psychédélique à part entière.
Aucun médicament à ce jour ne contient de substances actives de type 2C-X.

## Effets et conséquences

### Effets recherchés
- illusions sensorielles ;
- sensations d'énergie, de bien-être ;
- sensation d'empathie ;
- exacerbation des sens (notamment tactile et sensibilité à la musique) ;
- synesthésie.

Comme tout produit psychédélique, son usage peut générer des bad trips. 

## Mode de consommation
Dans son livre PIHKAL, Shulgin situe le dosage entre 20  et   80 mg. Des doses inférieures (généralement 10 mg ou moins) de 2C-D ont été étudiées comme nootropique potentiel, mais les résultats sont mitigés.
Le 2C-D est généralement pris oralement, mais il peut être pris par inhalation ce qui est d'une part intensément douloureux et qui d'autre part diminue sensiblement le dosage de la prise.